# Белоярская крепость
Белоярская крепость — крепость в районе современного города Новоалтайск Алтайского края, построенная в 1717 году во время присоединения Сибири для защиты от набегов джунгаров. Разобрана в 1763 году, с 2019 года проходят работы по воссозданию.

## История крепости
Основной предпосылкой, обусловившей строительство Белоярской крепости, было освоение и расширение сибирских земель. В 1604 как крепость против джунгаров и енисейских кыргизов основана Томская крепость (ныне Томск), в 1618 году была основана Кузнецкая крепость (ныне Новокузнецк). Страна расширялась в основном на восток, на юге же новые земли ограничивались Ногайской ордой (разгромленной калмыками в 1634 году), Джунгарским ханством, Хотогойтским ханством, аймаком Тушэту-хана.
В 1710 году джунгарами был сожжен построенный в 1709 году первый на территории южной Сибири русский опорный пункт Бикатунский острог. Для утверждения позиций России в регионе сибирский губернатор М. П. Гагарин 1 апреля 1717 года приказал коменданту Кузнецкого уезда полковнику Борису Акимовичу Сенявину организовать строительство укрепленных пунктов на Верхнем Приобье. Кузнецкий дворянин казак Иван Максюков с отрядом в 300 человек служилых людей, беломестных казаков, крестьян и служилых аборигенов выступил из Кузнецка 15 июня 1717 года на разведывание места для строительства крепости. Прежнее расположение Бикатунского острога в месте слияния рек Бии и Катуни было признано неудобным, и строительство началось на правом берегу Оби между местами впадения речек Черемшанка и Чесноковки. Уже 15 июля 1717 года И. Максюков доложил о сооружении небольшой крепости.
...построил я рубленую деревянную крепость мерою длину и поперек 20 сажен, по углам 4 башни, а под башнями жилых 4 избы, а посреди крепости казенный амбар, где держать пороховые и всякие казны, а в близости того города хлебопахотные места и сенных покосов и лесу угодного и рыбных ловель и всяких угодий привольно.И.Максюков
К концу лета 1717 года Белоярская крепость вошла в число действующих российских крепостей на юге западной Сибири. Первым приказчиком Белоярской крепости стал дворянин Степан Серебреников.
Изначально в обязанности гарнизона Белоярской крепости входила охрана границы, защита русских поселений вблизи крепости, разведка, обеспечение внутреннего порядка, поддержание путей сообщения, а также внешнеполитическое представительство Российского государства. Со временем крепость предполагалось превратить в город. Поселенцев, шедших вверх по Оби, останавливали и приказывали селиться в районе крепости. По переписи 1719 года, вокруг крепости находилось 10 сел, в ведомости крепости было записано 95 дворов с 311 душами мужского пола. В ревизию 1745 года в ведомости крепости уже было записано 892 души мужского пола. Однако города из крепости не получилось из-за неудобного положения, которое хорошо подходило для обороны, но не позволяло вспахивать близлежащие земли, и крестьяне селились на расстоянии нескольких километров.
Белоярская крепость служила как военно-оборонительный пункт и административный центр. Однако после укрепления позиций России и сооружения Колывано-Кузнецкой военной линии крепость потеряла военное значение. Вскоре началось включение Горного Алтая в состав России. Последние сведения о крепости встречаются в 1759 году. Административный центр перенесли на новое место в 6 верстах в деревню Юдину, за которой впоследствии закрепилось название «Белоярская слобода». В 1763 году строения крепости были разобраны жителями слободы на свои нужды.

## Расположение крепости
Точное историческое место расположения Белоярской крепости неизвестно. По одной версии, местом расположения крепости являлось современное урочище Велижановский Елбан, расположенное в пределах Новоалтайска. Это останец коренного берега реки Обь высотой до 30 метров, во время разлива Оби он превращается в узкий остров длиной около двух километров.

## Описание крепости
Белоярская крепость имела четырехугольный план размером 20×20 саженей (42,5×42,5 м). Стены острожного типа (палисад). С одной стороны, где к крепости был подход, стены дополнительно были укреплены рвом, надолбами и рогатками. По четырем углам располагались трёхъярусные башни высотой около 15 метров. Одна башня располагалась над воротами. Первый ярус служил для размещения гарнизона и различного имущества, а наверху прорезались бойницы — «затинные окошки» (с задвижками) для ведения огня по неприятелю. С наружной стороны стены крепости опоясывал глубокий сухой ров, через который у проездных ворот был перекинут убирающийся мост. Для затруднения действия вражеской конницы на ближних подступах к стенам на расстоянии 50-60 метров от рва была установлена двойная линия надолбов и рогаток.
Положение крепости очень благоприятное. С двух сторон она окружена Обью, которая здесь делает поворот, а с третьей – болотами, маленькими озерами и разливами Оби в этой низменной местности.

Сооружение состоит из четырехугольного палисада, каждая сторона которого в 20 саженей, с боевыми башнями по углам и еще с башней над воротами крепости со стороны, где к ней есть подход. Эти башни имеют артиллерию из 2 трехфунтовых и 3 маленьких железных пушек, калибр которых не указан. Снаружи с одной стороны перед воротами поставлены рогатки. Дом приказчика, судная изба и магазины – единственные здания в крепости.Миллер Г.Ф.

## Музей «Белоярская крепость»
Воссоздание Белоярской крепости в Новоалтайске начали в 2019 году. Её восстанавливают силами добровольцев из благотворительного фонда «Сердолик» и других активистов. Воссоздание ведётся с использованием технологий и инструментов, доступных в начале XVIII века. В общей сложности строят построить четыре угловые и одну въездную башни со стенами, часовню и дом приказчика.
В воссозданной крепости располагается музей под открытым небом, где восстановлен быт и вооружение казаков, проходят фестивали.